# الاتحاد الدولي لكرة المضرب
الاتحاد الدولي لكرة المضرب (بالإنجليزية: International Tennis Federation)‏ (اختصارًا: ITF)، هي الهيئة الإدارية الرياضية لكرة المضرب في العالم، وتتألف من 206 جمعية تنس وطنية أو منظمات مماثلة من البلدان أو الأقاليم المستقلة.

## تاريخ
انشئ في البداية كاتحاد دولي لتنس الحديقة من قبل 13 جمعية وطنية كانوا مجتمعين في مؤتمر في باريس فرنسا في 1 مارس 1913 واستمرت المناقشة حول قوانين وسياسات الاتحاد حتى عام 1923 وفي عام 1924 أصبح تنظيماً معترفاً به ومهيمناً على لعبة التنس في العالم، وفي عام 1977 تم حذف كلمة حديقة من العنوان حيث أن لعبة التنس لم تعد مقتصرة على الملاعب العشبية.، كان مقر الاتحاد في باريس ثم بعد ذلك تم نقل أموال الاتحاد للندن أثناء الحرب العالمية الثانية وبقي هناك بعد انتهاء الحرب واصبح مقر الاتحاد في لندن.
دوين وليامز، الأمريكي الذي عاش في سويسرا، معروف بشكل عام بأنه البادئ والقوة الدافعة وراء تأسيس الاتحاد الدولي للتنس. مات في غرق سفينة التاتنيك. كان يُطلق عليه في الأصل اسم الاتحاد الدولي لكرة المضرب العشبية (بالإنجليزية: International Lawn Tennis Federation)‏ (ILTF)، وعقد مؤتمره الافتتاحي في مقر اتحاد الجمعيات الفرنسية للرياضة والرياضيين (USFSA)، في باريس، في 1 مارس 1913 والذي حضره 12 اتحادًا وطنيًا. وثلاثة بلدان أخرى لم تتمكن من الحضور ولكنها طلبت أن تصبح عضوًا. وكانت الدول الخمس عشرة المؤسسة هي: أستراليا (أستراليا ونيوزيلندا) والنمسا وبلجيكا والدنمارك وفرنسا وألمانيا وبريطانيا العظمى والمجر وإيطاليا وهولندا وروسيا وجنوب إفريقيا وإسبانيا والسويد وسويسرا. كما تمت دعوة كندا والنرويج والولايات المتحدة لكنها رفضت الانضمام. تم تقسيم حقوق التصويت على أساس الأهمية المتصورة للبلدان الفردية مع حصول اتحاد التنس في بريطانيا العظمى (LTA) على ستة أصوات كحد أقصى.
تم منح جمعية التنس في الحديقة (LTA) الحق الدائم في تنظيم بطولة العالم للعشب مما أدى إلى رفض اتحاد أمريكا للتنس في الحديقة (USLTA) الانضمام إلى الاتحاد الدولي لكرة القدم (ILTF) حيث كانوا يرون أن هذا اللقب يجب أن يُمنح لكأس ديفيس. تلقت فرنسا الإذن بتنظيم بطولة العالم في الملاعب الصلبة حتى عام 1916، بالإضافة إلى إقامة بطولة العالم للملاعب المغطاة. انضم اتحاد التنس الأمريكي في عام 1923 على أساس حل وسط: سيتم إلغاء لقب «بطولة العالم» وستظل الصياغة «إلى الأبد في اللغة الإنجليزية». تم استبدال بطولة العالم بفئة جديدة من البطولات الرسمية للبطولات الرئيسية في أستراليا وفرنسا وإنجلترا والولايات المتحدة؛ المعروف الآن باسم الأحداث الأربعة الكبرى أو جراند سلام. في عام 1924، أصبح ILTF المنظمة المعترف بها رسميًا التي تتمتع بسلطة التحكم في التنس في جميع أنحاء العالم، مع قواعد ILTF الرسمية للتنس.
في عام 1939، كان الاتحاد الدولي لرابطات العمل الدولية (ILTF) يضم 59 دولة عضوا. تم نقل أموالها إلى لندن، إنجلترا خلال الحرب العالمية الثانية، ومنذ ذلك الوقت فصاعدًا، تم تشغيل الـ ITF من هناك. كان مقره في ويمبلدون حتى عام 1987، عندما انتقل إلى بارونز كورت، بجوار كوينز كلوب. ثم انتقل مرة أخرى في عام 1998 إلى ملعب بنك إنجلترا الرياضي، روهامبتون، قاعدة عملياته الحالية.
في عام 1977، تم حذف كلمة "Lawn" من اسم المنظمة، تقديراً لحقيقة أن معظم أحداث التنس لم تعد تُلعب على العشب.

### المنشورات
المنشور السنوي للمنظمة هو The ITF Year، الذي يصف أنشطة الـ ITF على مدار الـ 12 شهرًا الماضية. حل هذا محل مجلة World of Tennis، الذي كان رسميًا سنويًا للـ ITF من عام 1981 حتى عام 2001. بالإضافة إلى أنه ينشر مجلة رسمية ثلاث مرات في السنة. في الجملة الأولى، يشير إلى الوقت الحاضر. في الجملة الثانية، تشير كلمة made إلى الوقت الماضي (أمس).

## الهيكل

### الاتحادات الوطنية والإقليمية

خريطة للعالم تظهر الدول التي تضم اتحادات التنس الوطنية أعضاء في الاتحاد الدولي لكرة المضرب. تشير الألوان إلى الاتحادات الإقليمية الست.

اعتبارًا من عام 2017، هناك 211 اتحادًا وطنيًا يتبع للاتحاد الدولي لكرة المضرب (ITF)، منها 148 عضوًا بالتصويت و63 عضوًا منتسبًا. معايير تخصيص الأصوات (1، 3، 5، 7، 9، أو 12) لكل عضو له حق التصويت هي: الأداء في مسابقات فريق الاتحاد الدولي لكرة المضرب؛ التصنيف المهني (ATP / WTA)، والمبتدئين، والكراسي المتحركة للأفراد؛ سجل حافل في تنظيم البطولات الدولية. والمساهمة في البنية التحتية للاتحاد. على سبيل المثال، حصلت فرنسا على 12 صوتًا، وكندا 9، ومصر 5، وباكستان 3، وبوتسوانا صوتًا واحدًا.
تم إنشاء الاتحادات الإقليمية في يوليو 1975 على أنها ست «جمعيات فوق وطنية» (أوروبا وآسيا وأفريقيا وأمريكا الشمالية وأمريكا الجنوبية وأستراليا) بهدف تقليص الفجوة بين الاتحاد الدولي للرابطات الدولية والاتحادات الوطنية. تطورت هذه إلى الاتحادات الإقليمية الحالية:
  الاتحاد الآسيوي للتنس (ATF) – 44 عضوًا
  اتحاد أمريكا الوسطى والكاريبي للتنس (COTECC) – 33 عضوًا
  الاتحاد الافريقي للتنس (CAT) – 52 عضوًا
  اتحاد أوقيانوسيا للتنس (OTF) – 20 عضوًا
  اتحاد أمريكا الجنوبية للتنس (COSAT) – 10 عضوًا
  تنس أوروبا (TE) – 50 عضوًا
  أعضاء الاتحاد الدولي لكرة المضرب الذين ليس لديهم انتماء إقليمي (كندا والولايات المتحدة)

### مجلس الإدارة
يتم انتخاب رئيس ومجلس إدارة الاتحاد الدولي لكرة المضرب كل أربع سنوات من قبل الاتحادات الوطنية. يتم ترشيح المرشحين من قبل الاتحادات الوطنية، ويمكن أن يخدموا ما يصل إلى اثني عشر عامًا.
| المنصب                    | عضو مجلس الإدارة           | الاتحاد الوطني |
| ------------------------- | -------------------------- | -------------- |
| الرئيس                    | David Haggerty             | United States  |
| نائب الرئيس وأمين الصندوق | Rene Stammbach             | Switzerland    |
| نائب الرئيس               | كاترينا آدامز              | United States  |
| نائب الرئيس               | Bernard Giudicelli         | France         |
| نائب الرئيس               | Bulat Utemuratov           | Kazakhstan     |
| أعضاء المجلس              | Carlos Bravo               | Costa Rica     |
| أعضاء المجلس              | Martin Corrie              | Great Britain  |
| أعضاء المجلس              | Jack Graham                | Canada         |
| أعضاء المجلس              | Nao Kawatei                | Japan          |
| أعضاء المجلس              | Anil Khanna                | India          |
| أعضاء المجلس              | Ulrich Klaus               | Germany        |
| أعضاء المجلس              | Salma Mouelhi Guizani      | Tunisia        |
| أعضاء المجلس              | Camilo Pérez López Moreira | Paraguay       |
| أعضاء المجلس              | Aleksey Selivanenko        | Russia         |
| أعضاء المجلس              | Stefan Tzvetkov            | Bulgaria       |
| أعضاء المجلس الرياضي      | ماري بيرس                  | France         |
| أعضاء المجلس الرياضي      | مارك وودفورد               | Australia      |

### قائمة الرؤساء
الأشخاص التالية أسماؤهم شغلوا منصب رئيس الاتحاد الدولي لكرة المضرب:
| م  | الرئيس                   | البداية | النهاية | البلد          |
| -- | ------------------------ | ------- | ------- | -------------- |
| 1  | Pierre Gillou            | 1938    | 1939    | France         |
| 2  | Charles Barde            | 1939    | 1946    | Switzerland    |
| 3  | Paul de Borman           | 1946    | 1947    | Belgium        |
| 4  | Pierre Gillou (2)        | 1947    | 1948    | France         |
| 5  | James Eaton Griffith     | 1948    | 1949    | United Kingdom |
| 6  | Barclay Kingman          | 1949    | 1950    | United States  |
| 7  | Roy Youdale              | 1950    | 1951    | Australia      |
| 8  | David Croll              | 1951    | 1952    | Netherlands    |
| 9  | Charles Barde (2)        | 1952    | 1953    | Switzerland    |
| 10 | James Eaton Griffith (2) | 1953    | 1954    | United Kingdom |
| 11 | Barclay Kingman (2)      | 1954    | 1955    | United States  |
| 12 | جورجيو دي ستيفاني        | 1955    | 1956    | Italy          |
| 13 | Roy Youdale (2)          | 1956    | 1957    | Australia      |
| 14 | Robert N. Watt           | 1957    | 1958    | Canada         |
| 15 | Charles Barde (3)        | 1958    | 1959    | Switzerland    |
| 16 | James Eaton Griffith (3) | 1959    | 1960    | United Kingdom |
| 17 | جان بورترا               | 1960    | 1961    | France         |
| 18 | Roy Youdale (3)          | 1961    | 1962    | Australia      |
| 19 | جورجيو دي ستيفاني (2)    | 1962    | 1963    | Italy          |
| 20 | James Eaton Griffith (4) | 1963    | 1965    | United Kingdom |
| 21 | Paulo da Silva Costa     | 1965    | 1967    | Brazil         |
| 22 | جورجيو دي ستيفاني (3)    | 1967    | 1969    | Italy          |
| 23 | Ben Barnett              | 1969    | 1971    | Australia      |
| 24 | Allan Heyman             | 1971    | 1974    | Denmark        |
| 25 | Walter Elcock            | 1974    | 1975    | United States  |
| 26 | Derek Hartwick           | 1975    | 1977    | United Kingdom |
| 27 | فيليب شاترير             | 1977    | 1991    | France         |
| 28 | Brian Tobin              | 1991    | 1999    | Australia      |
| 29 | Francesco Ricci Bitti    | 1999    | 2015    | Italy          |
| 30 | David Haggerty           | 2015    | current | United States  |

## الحوكمة
الاتحاد الدولي لكرة المضرب هو الهيئة الحاكمة العالمية لرياضة التنس. تشمل إدارتها المسؤوليات التالية: وضع قواعد التنس وتعديلها وإنفاذها؛ تنظيم مسابقات الفرق الدولية؛ الترويج للعبة التنس. والحفاظ على سلامة التنس.
بموجب دستوره الخاص، يضمن اتحاد كرة المضرب أن القواعد الرسمية للتنس «يجب أن تكون إلى الأبد باللغة الإنجليزية». تقدم لجنة داخل الاتحاد الدولي لكرة المضرب بشكل دوري توصيات تعديل القواعد إلى مجلس الإدارة. تشمل قواعد التنس طريقة اللعب والتسجيل، والتدريب داخل اللعبة، والمواصفات الفنية للمعدات (مثل الكرة، والمضرب، والشبكة، والملعب) وغيرها من التقنيات (مثل تقنية تحليل اللاعب). تغطي القواعد التنس وتنس الكراسي المتحركة وتنس الشاطئ.
من خلال برنامج مكافحة المنشطات للتنس، يقوم اتحاد المضرب الدولي بتنفيذ القانون العالمي لمكافحة المنشطات (من الوكالة العالمية لمكافحة المنشطات) للتنس. يجب على الجمعيات الوطنية تنفيذ المدونة في نطاق ولايتها القضائية الوطنية، والإبلاغ عن الانتهاكات للاتحاد الدولي لكرة المضرب والوكالة العالمية لمكافحة المنشطات، وتقديم تقرير سنوي عن جميع الاختبارات التي يتم إجراؤها. بدأ برنامج مكافحة المنشطات للتنس في عام 1993، وينطبق على جميع اللاعبين الذين يلعبون في المنافسات التي يقرها الاتحاد الدولي لكرة المضرب، وكذلك البطولات في جولة اتحاد لاعبي التنس المحترفين وجولة اتحاد لاعبات التنس المحترفات. في عام 2015، تم جمع 2514 عينة من الرجال و1919 عينة من النساء. تم جمع 2256 عينة خلال بطولات التنس («داخل المنافسة») و2177 عينة في أوقات أخرى («خارج المنافسة»).
وحدة نزاهة التنس (بالإنجليزية: Tennis Integrity Unit)‏ (TIU) هي مبادرة مشتركة للهيئات الإدارية الرئيسية في التنس: الاتحاد الدولي لكرة المضرب، ورابطة محترفي التنس، ورابطة محترفات التنس، ومجلس البطولات الكبرى لكرة المضرب (جراند سلام). تم تشكيل وحدة نزاهة التنسفي عام 2008 ردًا على تحديات الفساد المتعلقة بالمراهنات، وتتمثل مهمة وحدة النزاهة في حماية التنس من «جميع أشكال الممارسات الفاسدة المتعلقة بالمراهنات». كما هو الحال مع جهود مكافحة المنشطات، تتحمل الجمعيات الوطنية مسؤولية إنفاذ مدونة السلوك والإبلاغ عن أي انتهاكات.

## المسابقات

### مسابقات الأندية
يدير الاتحاد الدولي لكرة المضرب المسابقتين الدوليتين الرئيسيتين للفرق في هذه الرياضة، كأس ديفيز للرجال وكأس بيلي جين كينج للسيدات. كما أنه يشرف على كأس هوبمان، وهي بطولة سنوية مختلطة بين الجنسين. ينظم الـ ITF أيضًا أحداث التنس وتنس الكراسي المتحركة كل أربع سنوات في الألعاب الأولمبية الصيفية وأولمبياد المعاقين نيابة عن اللجنة الأولمبية الدولية.

#### كأس ديفيز

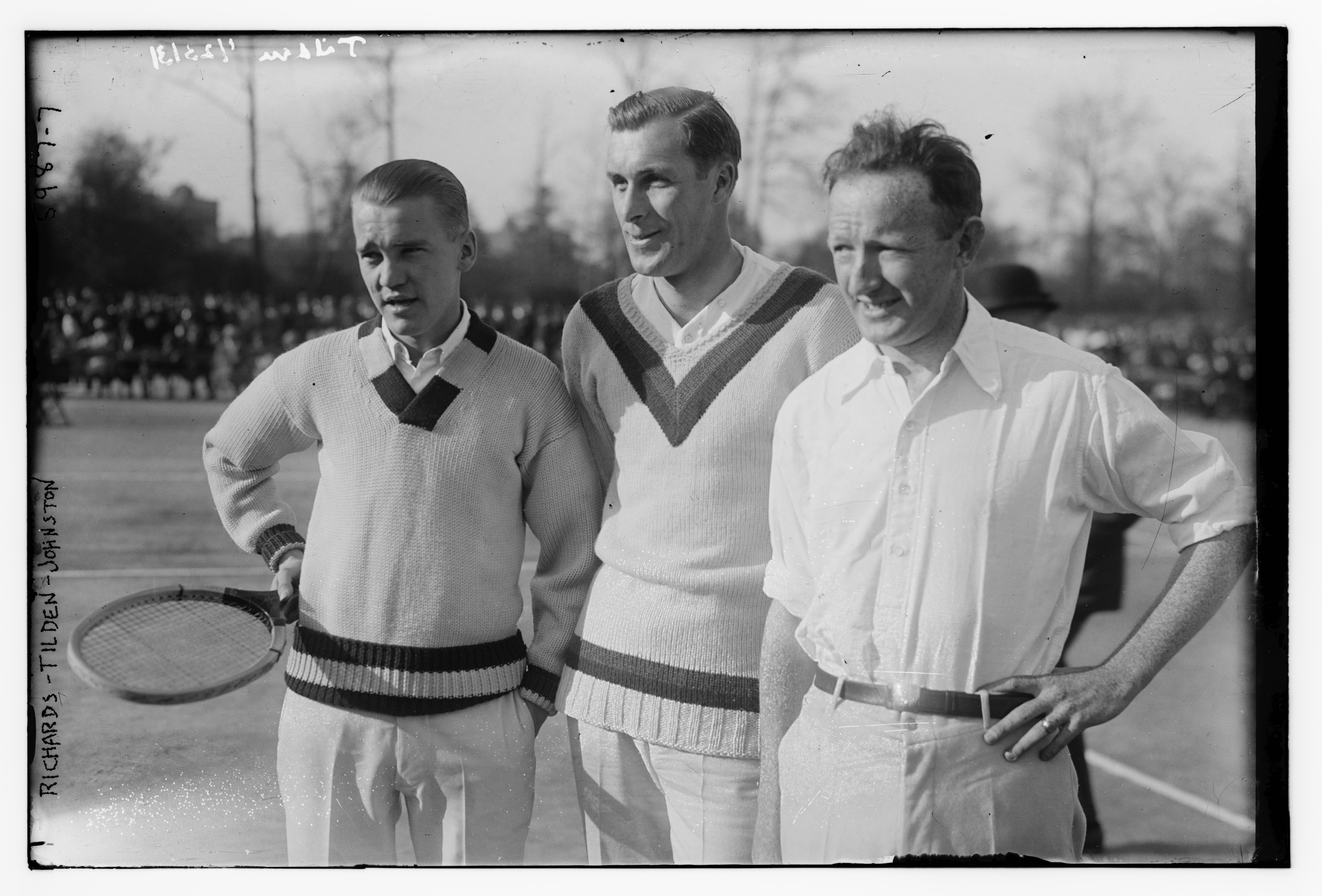
فينسينت ريتشاردز وبيل تيلدن وبيل جونستون في كأس ديفيز عام 1922

كأس ديفيس، التي سميت على اسم مؤسسها دوايت ديفيس، هي حدث جماعي سنوي ينظمه الاتحاد الدولي لكرة المضرب (منذ 1979 عندما حلت محل لجنة كأس ديفيس للأمم كمنظم للحدث) في تنس الرجال الذي يتم التنافس عليه بين فرق من الدول المتنافسة بنظام خروج المغلوب. أقيمت أول بطولة كأس ديفيز في عام 1900، قبل تشكيل الاتحاد الدولي لكرة المضرب. منذ عام 2019، انتهت البطولة بنهائيات كأس ديفيس، وهو حدث من 18 فريقًا (تم تخفيضه إلى 16 ساريًا في عام 2022) يقام في موقع واحد حيث يتم تقسيم الفرق إلى مجموعات للعب البلياردو جولة روبن. تتأهل ثمانية فرق إلى ربع النهائي، وتقام جميع المواجهات اللاحقة في شكل خروج المغلوب القياسي. من عام 1981 إلى عام 2018، تم تقسيم البطولة إلى مجموعة عالمية تضم 16 دولة، ومجموعات مناطق (الأمريكتان، وأوروبا / إفريقيا، وآسيا / أوقيانوسيا) والتي تتنافس في ثلاثة أو أربعة مستويات. ابتداءً من عام 2019، قدمت كأس ديفيس تنسيقًا جديدًا لمستواها الأعلى. تم توسيع المجموعة العالمية إلى مستويين، المجموعة العالمية الأولى والمجموعة العالمية الثانية، يتألف كل منهما من 24 فريقًا (تقلص إلى 16 فريقًا من عام 2022)، مع بقاء المستويات الأدنى سليمة. كل عام، يمكن ترقية الفرق الناجحة إلى مستوى أعلى، بينما يتم هبوط الفرق غير الناجحة إلى مستوى واحد. يتم التنافس على جولات كأس ديفيس أربع مرات في السنة، ومن المقرر أن تقلل من اضطراب جولة اتحاد لاعبي التنس المحترفين لتشجيع المشاركة. في كل جولة، يتم التنافس على مجموعة من المباريات الفردية والزوجية لتحديد الفائزين. في عام 2020، شاركت 142 دولة، مما يجعلها أكبر مسابقة فرق دولية سنوية في الرياضة.

#### كأس بيلي جين كينغ

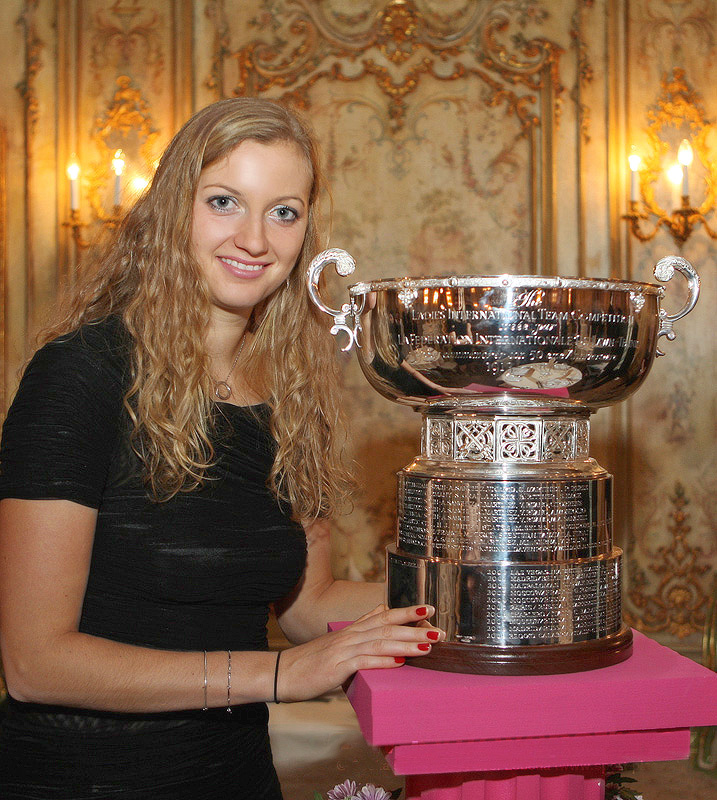
بيترا كفيتوفا، عضو في منتخب التشيك لكأس فيد في عام 2011

كأس بيلي جين كينغ هو حدث جماعي سنوي ينظمه الاتحاد الدولي لكرة المضرب، تنس السيدات، على غرار كأس ديفيز. تم إطلاقه في عام 1963 باعتباره كأس الاتحاد للاحتفال بالذكرى الخمسين لتأسيس الـ ITF، وأعيد تسميته كأس الاتحاد الفيدرالي في عام 1995، وأعيد تسميته مرة أخرى لتكريم لاعب التنس العظيم بيلي جين كينج في عام 2020. الشكل الحالي، المعتمد في عام 2020، مشابه لذلك. تُستخدم الآن في كأس ديفيس، حيث يتم تقسيم الدول إلى مجموعات مناطق (الأمريكتان؛ أوروبا / إفريقيا؛ آسيا / أوقيانوسيا) والتي تتنافس في مستويين أو ثلاثة، مع كون المستوى الأعلى هو نهائيات كأس بيلي جين المكونة من 12 فريقًا. تقام النهائيات بطريقة مماثلة لتلك الخاصة بكأس ديفيس، مع لعب البلياردو يليه خروج المغلوب في الدور قبل النهائي والنهائي. الفائز والوصيف في النهائيات يتأهل تلقائيًا لنهائيات الموسم التالي. الفرق التي احتلت المرتبة 3-10 تتقدم إلى تصفيات كأس بيلي جين كينج للموسم التالي، حيث تلعب ضد الفائزين في الموسم السابق من تصفيات كأس بيلي جين كينج. تشمل الأدوار الفاصلة بدورها الفرق الخاسرة من التصفيات والفرق الفائزة من مجموعات المنطقة ذات المستوى الأعلى. مثل كأس ديفيس، فإن قواعد الصعود والهبوط هي نفسها تقريبًا كل عام. يتم التنافس على جولات كأس بيلي جين كينج ثلاث مرات في السنة، ومن المقرر أن تقلل من التعطيل مع جولة اتحاد لاعبات التنس المحترفات لتشجيع المشاركة. في كل جولة، يتم التنافس على مجموعة من المباريات الفردية والزوجية لتحديد الفائزين. في عام 2020، شاركت 116 دولة، مما يجعلها أكبر مسابقة فرق دولية سنوية في رياضة السيدات.

#### كأس هوبمان
كأس هوبمان هو حدث سنوي للمنتخبات تتنافس فيه فرق وطنية مختلطة الجنس. أقيمت البطولة الأولى في عام 1989، وقد تمت المصادقة على الحدث من قبل الاتحاد الدولي لكرة المضرب منذ عام 1997. تقام البطولة على مدى أسبوع واحد في بداية موسم التنس (أواخر ديسمبر أو أوائل يناير) في أستراليا. في كل عام، يتم اختيار ثماني دول للمنافسة، مع دعوة امرأة واحدة ورجل واحد للحضور. مجموعتان من أربعة فرق تلعب كل منهما المباريات في شكل دوري، مع تأهل الفريق الأول من كل مجموعة للنهائي.

#### دورة الالعاب الاولمبية والبارالمبية

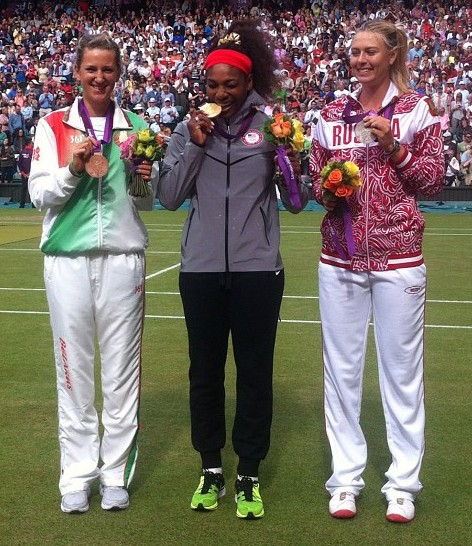
فيكتوريا أزارينكا وسيرينا ويليامز وماريا شارابوفا في كرة المضرب في الألعاب الأولمبية الصيفية 2012

كان التنس (التنس في الحديقة) جزءًا من برنامج الألعاب الأولمبية الصيفية من افتتاح دورة الألعاب الأولمبية الصيفية لعام 1896، ولكن تم إسقاطه بعد الألعاب الأولمبية الصيفية لعام 1924 بسبب الخلافات بين الاتحاد الدولي لكرة المضرب واللجنة الأولمبية الدولية حول السماح للاعبين الهواة بالمنافسة. بعد ظهورها مرتين كرياضة استعراضية في عامي 1968 و1984، عادت رياضة الميدالية الكاملة في الألعاب الأولمبية الصيفية لعام 1988 وتم لعبها في كل نسخة من الألعاب منذ ذلك الحين.
تم التنافس على تنس الكراسي المتحركة لأول مرة في الألعاب الأولمبية الصيفية للمعاقين كرياضة استعراضية في عام 1988، حيث أقيم حدثان (فردي رجال ونساء). أصبحت رياضة رسمية حائزة على الميداليات في عام 1992 وتم التنافس عليها في كل دورة أولمبية صيفية للمعاقين منذ ذلك الحين. أقيمت أربعة أحداث من عام 1992 إلى عام 2000، مع إضافة أحداث رباعية (مختلطة الجنس) في كل من الفردي والزوجي في عام 2004.

#### مسابقات فردية
ينظم الاتحاد الدولي لكرة المضرب بطولات التنس جراند سلام بالإضافة إلى الحلقات التي تمتد عبر الفئات العمرية (المبتدئين والمحترفين وكبار السن) وكذلك التخصصات (تنس الكراسي المتحركة؛ تنس الشاطئ). بالإضافة إلى هذه الحلقات، يحتفظ الاتحاد الدولي لكرة المضرب أيضًا بتصنيفات للصغار وكبار السن والكراسي المتحركة وتنس الشاطئ.

#### بطولات جراند سلام
ينظم الاتحاد الدولي لكرة المضرب «البطولات الرسمية للتنس التابعة للاتحاد الدولي للتنس»، والمعروفة باسم أحداث جراند سلام: بطولة أستراليا المفتوحة، وبطولة فرنسا المفتوحة، وبطولة ويمبلدون، وبطولة الولايات المتحدة المفتوحة. وهو عضو في لجنة جراند سلام.

#### الدورة الاحترافية
ينظم الاتحاد الدولي لكرة المضرب دورات احترافية تمهيدية (مستوى «المبتدئ») لكل من الرجال والنساء كجسر بين بطولات الناشئين واللعب في الجولات رفيعة المستوى التي ينظمها اتحاد لاعبي التنس المحترفين ورابطة لاعبات التنس المحترفات، على التوالي. دورات الحلبة الاحترافية مفتوحة لجميع لاعبي التنس الذين تبلغ أعمارهم 14 عامًا وأكثر بناءً على الجدارة، وتقدم كلاً من الجوائز المالية ونقاط التصنيف العالمية لانتصارات مباراة السحب الرئيسية. البطولات مملوكة أو مصدق عليها من قبل الاتحادات الوطنية ومعتمدة من قبل الـ الاتحاد الدولي لكرة المضرب.
على الرغم من إدخال حلبات تنس الرجال في عام 1976، فقد تولى الاتحاد الدولي لكرة المضرب مسؤولية تطويرها في عام 1990. في عام 1998، تم تقديم بطولات الاتحاد الدولي لكرة المضرب الآجلة لمدة أسبوع واحد، على الرغم من جدولتها في مجموعات جغرافية لمدة أسبوعين أو ثلاثة أسابيع. اعتبارًا من عام 2016، أقيمت أكثر من 600 دورة مستقبلية للـ ITF في 77 دولة، حيث تتراوح أموال الجوائز من 10000 دولار أمريكي إلى 25000 دولار أمريكي. تمثل بطولات الاتحاد الدولي لكرة المضرب فيوتشرز المستوى الثالث من بطولات الرجال، أقل من جولة ATP Challenger Tour متوسطة المستوى وجولة ATP العالمية ذات المستوى الأعلى.
تولى الـ ITF مسؤولية دورة سيدات على مستوى المتدربين في عام 1984. اعتبارًا من عام 2016، تضم دائرة الـ ITF النسائية أكثر من 500 بطولة في 65 دولة، مع جوائز تتراوح من 10000 دولار أمريكي إلى 100000 دولار أمريكي. حلبة الاتحاد الدولي لكرة المرب للسيدات هي المستوى الثالث في تنس السيدات، أقل من سلسلة WTA 125K متوسطة المستوى وجولة WTA ذات المستوى الأعلى.

### دورة المبتدئين

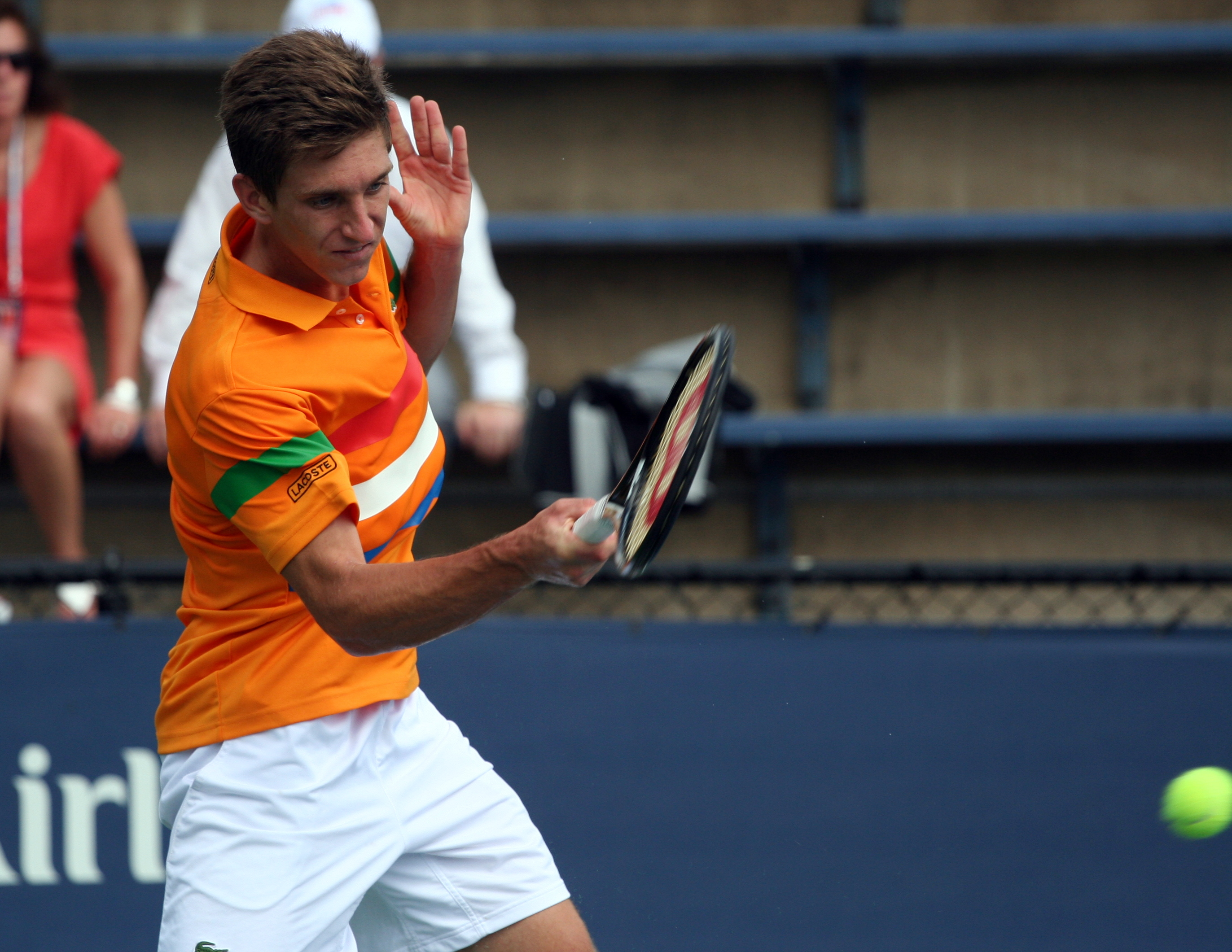
فيليب بيليو، بطل العالم للناشئين في الاتحاد الدولي لكرة المضرب لعام 2012، خلال بطولة الولايات المتحدة المفتوحة للناشئين لعام 2012

ابتداءً من عام 1977، نظم الاتحاد الدولي لكرة المضرب سلسلة من بطولات التنس الدولية للاعبين الصغار. تحتوي البطولات على درجات مختلفة: الدرجة A (الأعلى؛ البطولات الكبرى للناشئين والبعض الآخر)، الدرجة 1، الدرجة 2، الدرجة 3، الدرجة 4، الدرجة 5 (الأدنى). اعتمادًا على درجة البطولة، يربح اللاعبون نقاطًا في تصنيفات الاتحاد الدولي لكرة المضرب العالمية للناشئين. في عام 2004، قدم الـ ITF تصنيفات مشتركة للناشئين بدلاً من الحفاظ على تصنيف فردي ومضاعف منفصل للصغار في محاولة لتشجيع اللعب الزوجي. اعتبارًا من عام 2015، تضم دائرة الناشئين 400 بطولة في 121 دولة، وهي مفتوحة للاعبين الذين تتراوح أعمارهم بين 13 و19.
من أجل مساعدة الفتيات ذوات الرتب العالية على الانتقال من دائرة الناشئين إلى الدائرة الاحترافية، بدأ الاتحاد الدولي لكرة المضرب مشروع الفتيات الصغيرات المعفيات في عام 1997. في إطار هذا البرنامج، يتم منح الفتيات المصنفات في المراكز العشرة الأولى في نهاية العام دخولًا مباشرًا في السحب الرئيسي لثلاث أحداث على دورة الاتحاد الدولي لكرة المضرب الاحترافية في العام التالي. في عام 2006، تم تمديد هذا المشروع للبنين بموجب قواعد مماثلة.

#### دورة كبار السن
اعتبارًا من عام 2016، تتكون حلبة الاتحاد الدولي لكرة المضرب لكبار السن من أكثر من 380 بطولة في أكثر من 72 دولة. يتم تصنيف البطولات إلى درجات مختلفة، حيث تكون الدرجة A هي الأعلى والدرجة 5 هي الأدنى. يتم الاحتفاظ بالتصنيفات في سلسلة من الفئات العمرية حيث تتقدم أعمار البداية خمس سنوات في كل مرة (على سبيل المثال 35 سنة وما فوق، 40 سنة وما فوق) حتى الفئة 85 سنة فما فوق. بدأت بطولات العالم في عام 1981. وفي عام 1993، تم تقسيم بطولة العالم إلى فئتين عمريتين، وفي عام 2015 تم تقسيمها أيضًا إلى ثلاث فئات عمرية. اعتبارًا من عام 2015، كانت النطاقات هي فئة الشباب (35 إلى 49)؛ كبار السن (من 50 إلى 64)؛ وكبار السن (65 إلى 85).

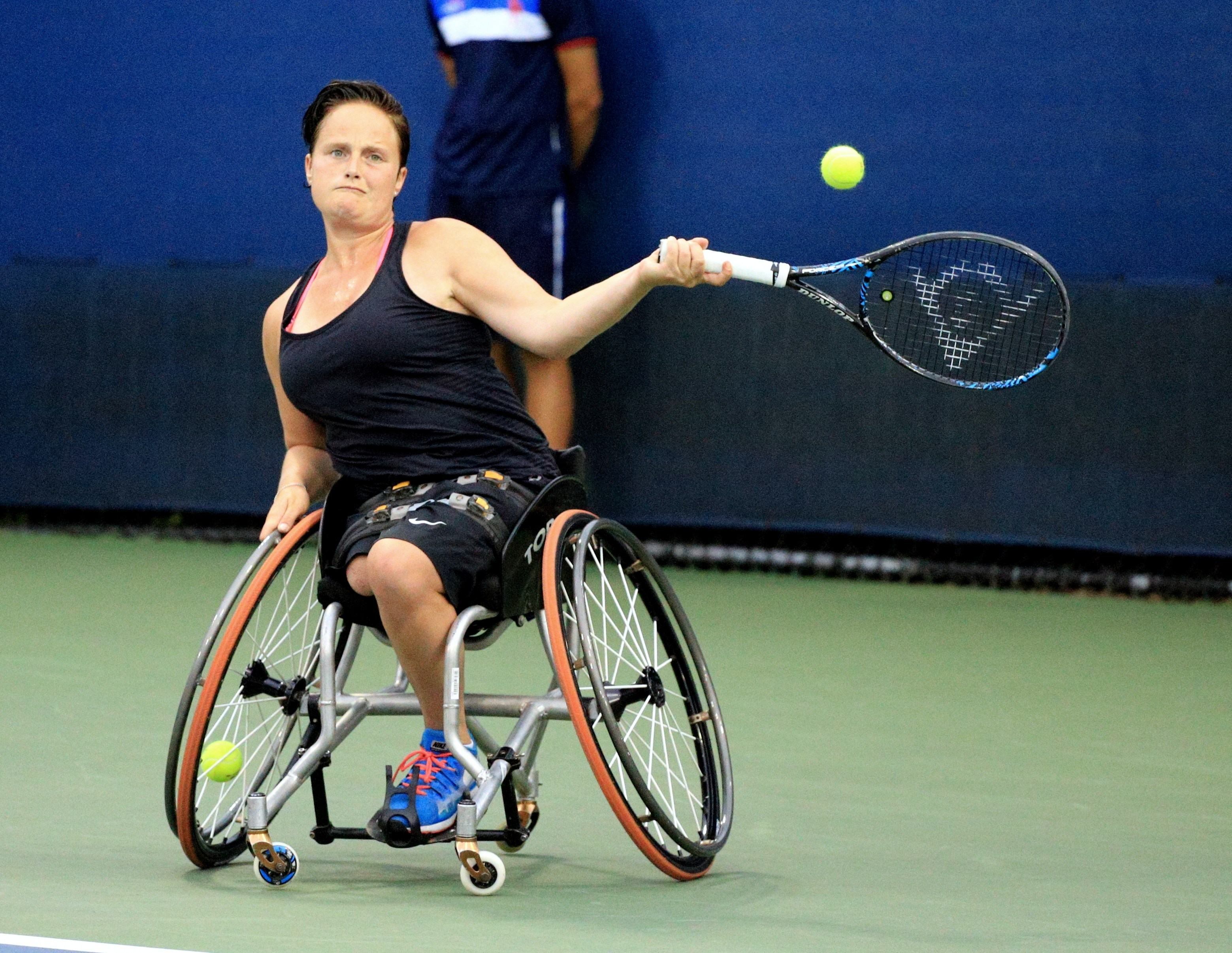
أنييك فان كوت في بطولة أمريكا المفتوحة 2015 لكرة المضرب

#### دورة الكراسي المتحركة
الدورة الأولى لتنس الكراسي المتحركة، التي تم تشكيلها في عام 1980 من قبل المؤسسة الوطنية لتنس الكراسي المتحركة، كانت تضم عشر بطولات. ابتداءً من عام 1992، بدأت جولة التنس على الكراسي المتحركة بأحد عشر حدثًا، نظمها الاتحاد الدولي للتنس على الكراسي المتحركة (IWTF) الذي اندمج مع الـ ITF بعد ست سنوات. اعتبارًا من عام 2016، تضم حلبة تنس الكراسي المتحركة أكثر من 160 حدثًا في أكثر من 40 دولة. يشمل ذلك البطولات التي تتراوح من Futures (أدنى مستوى) إلى جراند سلام.

#### دورة تنس الشاطئ

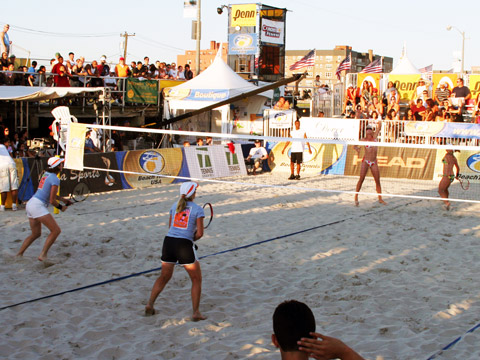
مباراة تنس الشاطئ

في عام 2008، تولى الـ ITF مسؤولية تطوير تنس الشاطئ وأطلق جولة تنس الشاطئ (BTT). بدأت هذه الجولة بـ 14 بطولة، لكنها نمت إلى ما يقرب من 300 بطولة بحلول عام 2015. وأبرز هذه البطولات هي بطولة العالم للتنس الشاطئي ITF، وبطولة ITF للتنس الشاطئي العالمية، وبطولة أوروبا لتنس الشاطئ، وبطولة ITF للبلدان الأمريكية. مثل دوائر الـ ITF الأخرى، يتم إقرار البطولات من قبل الـ ITF ويتم تنظيمها بشكل أساسي من قبل الجمعيات الوطنية. يحتفظ الـ ITF أيضًا بنظام تصنيف لاعبي تنس الشاطئ.

## الجوائز والتصنيفات

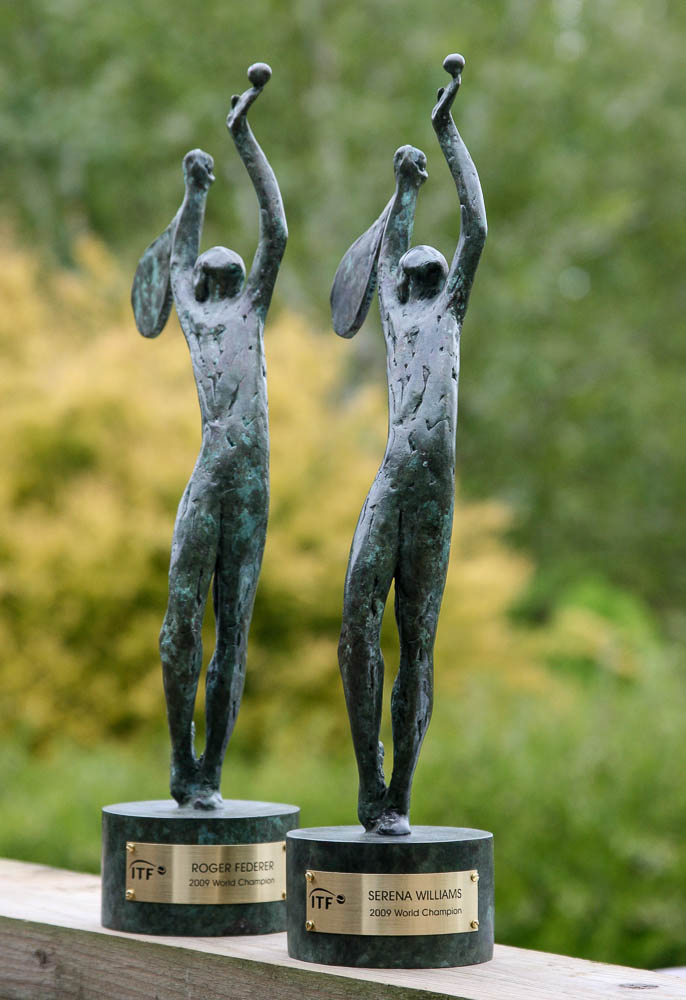
جوائز بطولة العالم لاتحاد المضرب لعام 2009 مُنحت لكل من روجر فيدرر وسيرينا ويليامز

### بطولة العالم
يقوم الاتحاد الدولي لكرة المضرب بتعيين بطل عالمي في العديد من التخصصات كل عام بناءً على الأداء على مدار العام، مع التركيز على بطولات جراند سلام، وكذلك النظر في أحداث الفريق مثل كأس ديفيز وكأس الاتحاد. تم تسمية أبطال الفردي لأول مرة في عام 1978، ويتم اختيارهم من قبل لجنة الـ ITF. في السنوات اللاحقة، تمت إضافة جوائز بطل العالم للزوجي والناشئين (باستخدام تصنيف فردي ومزدوج) ولاعبي الكراسي المتحركة.
على الرغم من أن اختيارات اللجنة تتفق بشكل عام مع تصنيفات ATP وWTA في نهاية العام، إلا أن هذا ليس هو الحال دائمًا. على سبيل المثال، تم تصنيف جينيفر كابرياتي على أنها بطلة العالم في عام 2001، بعد فوزها في بطولة أستراليا المفتوحة وبطولة فرنسا المفتوحة وانتهاء العام بالمرتبة الثانية. من ناحية أخرى، احتلت ليندسي دافينبورت المرتبة الأولى في العام، لكن أفضل عروضها في التخصصات كانت ظهورها مرتين في نصف النهائي.

### جائزة فيليب شاترير
جائزة فيليب شاترييه هي جائزة سنوية من الاتحاد الدولي لكرة المضرب لتكريم الأفراد أو المنظمات الذين قدموا مساهمات بارزة في لعبة التنس على مستوى العالم، داخل وخارج الملعب. تعتبر الجائزة، التي تم تقديمها في عام 1996، أعلى وسام في الـ ITF وسميت على اسم لاعب التنس الفرنسي السابق فيليب شاترييه، الذي كان رئيس الاتحاد بين 1977-1991.

### التصنيفات الوطنية
يحتفظ الاتحاد الدولي لكرة المضرب بتصنيفات الدول في تنس السيدات والرجال استنادًا فقط إلى العروض الأخيرة في كأس بيلي جان كينج وكأس ديفيز، على التوالي. تُستخدم هذه التصنيفات لتوزيع الفرق في بداية كل عام في مجموعاتهم الخاصة.
يتم احتساب تصنيفات النساء والرجال باستخدام طريقة مماثلة. في كلتا الحالتين، نقاط الدولة هي مجموع نقاط مرجحة تم الحصول عليها على مدى السنوات الأربع الماضية. يتم ربح النقاط من قبل الدول المنتصرة اعتمادًا على المجموعة (على سبيل المثال المجموعة العالمية مقابل مجموعات المناطق) والجولة (على سبيل المثال الجولة النهائية مقابل الجولة الأولى) وترتيب الخصم الذي يتم لعبه. بالنسبة إلى تصنيف الرجال فقط، يتم منح نقاط إضافية إضافية للفوز على أرض الخصم. يتم ترجيح النقاط المكتسبة في آخر 12 شهرًا بنسبة 100٪، ولكن النقاط المكتسبة خلال عامين (75٪)، وثلاث سنوات (50٪)، وأربع سنوات (25٪) يتم ترجيحها بدرجة أقل.

## النزاهة
يدير الاتحاد الدولي لكرة المضرب برنامج مكافحة المنشطات للتنس (TADP) نيابة عن الرياضة وكموقع على WADA. كما أدارت برنامج مكافحة الفساد في رياضة التنس (TACP) حتى عام 2020 من خلال قسم النزاهة المستقل تشغيليًا والذي يسمى وحدة نزاهة التنس (TIU). في عام 2021، تم نقل TIU من ITF إلى الوكالة الدولية الجديدة لنزاهة التنس (ITIA) بعد مراجعة شاملة للفساد في الرياضة. اعتبارًا من عام 2022، من المقرر أن يتم نقل TADP أيضًا إلى ITIA.

## غرامة الاتحاد التونسي للتنس
كان من المقرر أن يلعب اللاعب التونسي مالك الجزيري واللاعب الإسرائيلي أمير وينتراوب بعضهما البعض في 2013 طشقند تشالنجر في أكتوبر 2013، لكن الجزيري انسحب من المنافسة. وبحسب شقيق الجزيري، فقد أُمر الجزيري بالانسحاب من المنافسة.
حققت رابطة محترفي التنس ووجدت أن الجزيري لم يرتكب أي خطأ وأن تدخل الاتحاد التونسي للتنس في اللعبة قد شكل انتهاكًا لدستور الاتحاد الدولي للتنس. ونتيجة لذلك، تم تعليق تونس من مسابقة كأس ديفيز 2014. وقال رئيس الاتحاد فرانشيسكو ريتشي بيتي «لا مجال للتحيز من أي نوع في الرياضة أو في المجتمع. قرر مجلس اتحاد كرة المضرب الدولي إرسال رسالة قوية إلى الاتحاد التونسي للتنس مفادها أن هذا النوع من العمل لن يتم التسامح معه».

## غرامة الاتحاد الإسرائيلي للتنس
كان من المقرر إقامة مباراة في كأس ديفيس بين فريق التنس الإسرائيلي وفريق التنس الوطني البلجيكي في أنتويرب في 14 سبتمبر 2013. ولأن المباراة كانت مقررة في يوم كيبور، طلب المنتخب الإسرائيلي تأجيل المباراة ليوم واحد. ورفض منتخب التنس البلجيكي تأجيل المباراة.
وتدخل الاتحاد الدولي للتنس وأرجأ المباراة بيوم واحد. كما غرمت اتحاد التنس الإسرائيلي أكثر من 13000 دولار لإزعاج إعادة الجدولة.